# Mustafa Balel

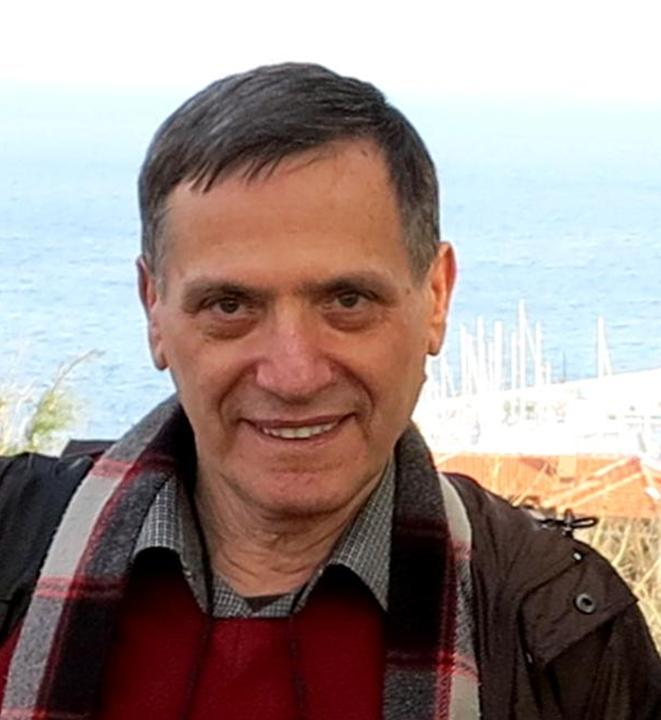
Mustafa Balel

Mustafa Balel (1 de septiembre de 1945 en Sivas, Turquía) es un escritor y traductor turco.
Fue profesor de francés desde 1968 hasta 1997, oficio que alternó con la escritura de cuentos y novelas, al igual que con la traducción de autores como Michel Tournier, Yann Queffelec, Pascal Bruckner, Jorge Semprún, Panaït Istrati, Jean-Philippe Toussaint, Dragan Babić o Marlene Amar.[cita requerida]

## Reconocimiento
Mustafa Balel ganó a Laureado de precio de noticia al décimo segundo festival de Antalya con su cuento Can Eriği (Ciruela Verdo, 1975) y el premio de Ayuda de Teatro por Gün Vurgunu (Abrumada de día, 1984).